# Seladi tu Api
Seladi tu Api (gr. Σελλάδι του 'Αππη) – wieś w Republice Cypryjskiej, w dystrykcie Nikozja.